# Clueless – Was sonst!
Clueless – Was sonst! (Originaltitel: Clueless, deutsch: Jemanden negativ als ahnungslos oder unerfahren bezeichnen.) ist eine US-amerikanische Teenager-Komödie der Regisseurin Amy Heckerling aus dem Jahr 1995. Die Hauptrolle spielte Alicia Silverstone. Der Film, zu dem Heckerling auch das Drehbuch schrieb, ist eine modernisierte Variante von Jane Austens Roman Emma.

## Handlung
Cher lebt mit ihrem Vater Melvin, einem reichen Anwalt, in einer Villa in Beverly Hills. Ihre Mutter starb kurz nach ihrer Geburt bei einer Schönheitsoperation. Eines Tages zieht Josh, Chers ehemaliger Stiefbruder (seine Mutter war für kurze Zeit mit Melvin verheiratet), in die Villa ein. Er will ebenfalls Anwalt werden und unterstützt Mel bei einigen Fällen. Zwischen Josh und Cher kommt es immer wieder zu schlagfertigen Auseinandersetzungen und Sticheleien. Sie wirft ihm vor, langweilig zu sein, er dagegen hält sie für egoistisch und unreif.
Cher zählt zu den populärsten Schülerinnen an ihrer Highschool. Ihre Freundinnen und Mitschüler benutzen eigene Ausdrücke wie etwa „verzickt“ (toll) oder „eine richtige Betty“ (hübsche Frau). Die Clique geht auf Partys und hat – dem Anschein nach – jede Menge Spaß. Cher und ihre beste Freundin Dionne nehmen sich gönnerhaft der neuen, unbeholfenen Schülerin Tai an. Die beiden wollen diese „total erneuern“ – sie motzen sie optisch auf, wodurch sie Tai besser in die neue Schule und Umgebung einfügen wollen. Tatsächlich gelingt das. Cher und Dionne versuchen, ihre neue Freundin mit dem attraktiven und beliebten Elton zu verkuppeln. Die Verkuppelung zwischen Tai und Elton schlägt fehl, weil er in Cher verliebt ist. Als diese ihn abweist, lässt Elton Cher nachts auf einem verlassenen Parkplatz stehen, wo sie prompt ausgeraubt wird. Notgedrungen ruft sie Josh an, der sie dann nach Hause bringt.
Cher verhandelt mit ihren Lehrern stets (und fast immer erfolgreich) ihre Noten, statt sie ehrlich mit Fleiß zu verdienen – was ihren Vater als Anwalt stolz auf ihr Argumentationstalent macht. Nur Mr. Hall, ihr alleinstehender Lehrer aus dem Debattierkurs, geht auf diese Schmeicheleien nicht ein. Daher verkuppelt Cher den Lehrer mit seiner Kollegin Miss Geist. Die anderen Schüler sind begeistert, da die beiden fortan bester Laune sind, bessere Noten und weniger Hausaufgaben erteilen.
Derweil ist Cher nach dem Desaster ein bisschen neidisch auf Dionnes Beziehung mit Murray. Auf der Suche nach einem Partner verliebt sie sich in ihren neuen Mitschüler Christian. Als sie ihn zu sich nach Hause einlädt und viel Zeit mit ihm verbringt, verstehen die beiden sich zunächst gut. Als Cher ihm jedoch Avancen macht, verlässt er überstürzt das Haus. Murray klärt sie schließlich darüber auf, dass Christian homosexuell ist. Cher und er bleiben gute Freunde.
Schließlich steht Chers Fahrprüfung an – sie fällt durch, da sie mit den Gedanken ständig ganz woanders ist und am Ende sogar ein geparktes Auto rammt. Als sie nach Hause zurückkommt, trifft sie Tai und Josh zusammen an. Tai bittet Cher um Hilfe, da sie sich in Josh verliebt habe und ihn beeindrucken möchte. Cher steht einer möglichen Beziehung zwischen Tai und Josh skeptisch gegenüber. Sie meint, dass Tai dank ihrer „Erneuerung“ zu einer herzlosen, manipulativen Egoistin geworden ist. Als sie Tai damit konfrontiert, kommt es zum Streit. Cher wandert schließlich nachdenklich durch die Straßen und überlegt, warum sie eine mögliche Beziehung zwischen Tai und Josh so wütend macht. Schließlich geht ihr ein Licht auf – sie ist in Josh verliebt. Beschwingt durch diese Erkenntnis versöhnt sie sich mit Tai.
Cher weiß nicht, wie sie sich gegenüber Josh verhalten soll. Als sie ihrem Vater bei einem Fall helfen will, bringt sie unwissentlich alles durcheinander, und ein Partner von Mel kritisiert sie harsch. Josh verteidigt seine Stiefschwester, woraufhin der andere Anwalt die beiden alleine mit der Arbeit stehen lässt. Als Josh Cher tröstet, kommt es zum Kuss zwischen den beiden. In der Schlussszene heiraten die von Cher und Dionne verkuppelten Lehrer, Tai kommt mit dem Skater Travis zusammen, Dionne und Murray sind weiterhin glücklich und Cher und Josh ein Paar.

## Vergleich mitEmma
Der größte Teil der Handlung wurde von Jane Austens Roman Emma übernommen, auch die Charaktere lassen sich miteinander vergleichen:
- Cher – Emma Woodhouse
- Josh – Mr. Knightley
- Tai – Harriet Smith
- Elton – Mr. Elton
- Christian – Frank Churchill
- Mr. Hall – Mr. Weston
- Ms. Geist – Mrs. Weston
- Travis – Mr. Martin

Dionne und Murray wurden als eine Art Buffo-Part zu Cher und Josh eingeführt. Ihre Charaktere kommen in Jane Austens Roman nicht vor. Sie stellen ein Paar dar, das sich trotz Kabbeleien und einigen Unstimmigkeiten sehr liebt. Zu Beginn des Films zeigt Cher, genau wie Emma Woodhouse, Abneigungen gegen solche Partnerschaften bzw. Ehen. Im Laufe des Films/Romans verliert sich ihre Abneigung und Dionne und Murray werden zu Chers Vorbildern.
Der Unterschied zwischen Christian und Frank Churchill ist, dass Christian homosexuell ist und Frank Churchill bereits verlobt. Bei beiden hat es erst jedoch den Anschein, als würden sie und Cher/Emma ein Paar. Emma beginnt mit der Hochzeit von Mr. und Mrs. Weston. In Clueless beendet diese Szene (Hochzeit von Mr. Hall und Ms. Geist) den Film.

## Besetzung und Synchronisation
| Rolle            | Schauspieler       | Deutscher Sprecher    |
| ---------------- | ------------------ | --------------------- |
| Cher Horowitz    | Alicia Silverstone | Bianca Krahl          |
| Dionne           | Stacey Dash        | Wicki Kalaitzi        |
| Tai              | Brittany Murphy    | Melanie Hinze         |
| Josh             | Paul Rudd          | Benjamin Völz         |
| Mel Horowitz     | Dan Hedaya         | Hans-Werner Bussinger |
| Murray           | Donald Faison      | Oliver Rohrbeck       |
| Christian        | Justin Walker      | Björn Schalla         |
| Amber            | Elisa Donovan      | Debora Weigert        |
| Travis           | Breckin Meyer      | Simon Jäger           |
| Elton            | Jeremy Sisto       | Frank Schaff          |
| Mr. Wendell Hall | Wallace Shawn      | Klaus Jepsen          |
| Miss Toby Geist  | Twink Caplan       | Marianne Lutz         |

## Kritiken
Clueless wurde mit überwiegend positiven Kritiken bedacht. Beim US-amerikanischen Kritikerportal Rotten Tomatoes fallen 82 % der 71 gezählten Kritiken grundsätzlich positiv aus, mit einer Durchschnittswertung von 7,0. Der Kritikerkonsens lautet: „Als witzige und clevere Umformung von Emma bietet Clueless eine sanfte Satire, die sich gleichmaßen über Teenagerfilme und den Glitzer von Beverly Hills lustig macht.“
Jonathan Rosenbaum vom Chicago Reader schrieb, Regisseur Amy Heckerling weise wie bereits bei ihrem Debütfilm Ich glaub’, ich steh’ im Wald ein gutes Gespür für Teenager und witzige Dialoge auf. Es sei ein „meistens leichtgewichtiger, aber sympathischer Spaß“. Gene Siskel meinte, dass er positiv überrascht von dem Film sei – im Gegensatz zu anderen Komödien argumentiere der Film, dass nur weil jemand reich und verwöhnt sei, dieser nicht gleich „dumm oder total unattraktiv“ sein müsse. Roger Ebert meinte, Heckerling schaffe es, den Film auf der schmalen Linie zwischen Satire und Veräppelung zu balancieren. Die Komödie sei an Teenager gerichtet, „aber wie alle guten Komödien wird es jedem gefallen, der einen Sinn für Humor und ein Ohr für Ironie hat“. Owen Gleiberman von Entertainment Weekly war hingegen kritischer. Heckerling versuche den Narzissmus, Medienwahn und Konsumismus der Gegenwart darzustellen und dadurch populär zu sein, aber den oberflächlichen Figuren fehle dadurch „Temperament“ und „Individualität“, dass man sie kaum unterscheiden könne. Es gebe einige witzige Szenen, aber die Handlung sei „mäandrierend“. Die Liebesgeschichte zwischen den Stiefgeschwistern am Filmende sei „bizarr“.
In Deutschland schrieb Prisma lobend über den Film. Clueless sei ein „interessanter Spagat“ zwischen dem „altehrwürdigen Literaturklassiker Emma“ und Parodien von „Teenie-Serien à la Beverly Hills 90210“. Die satirischen Attacken auf diesen komplett oberflächlichen Lebensstil seien zwar „nicht allzu böse, denn immerhin sind die Attackierten auch das Zielpublikum“ – doch sei der Film „witzig und unterhaltsam, auch oft genug treffend“. Alicia Silverstone scheine sich in ihrer Hauptrolle „köstlich zu amüsieren“. Auch das Lexikon des internationalen Films ist positiv gestimmt:

„Tempo- und detailreich inszenierte Teeniekomödie, die amerikanische Fernseh-Jugendserien ironisiert und karikiert.“

## Fernsehserie
Siehe Hauptartikel: Clueless – Die Chaos-Clique
Aufgrund des Erfolges von Clueless entstand die Fernsehserie Clueless – Die Chaos-Clique. In der von 1996 bis 1999 produzierten Serie waren einige der Schauspieler aus dem Filmversion erneut zu sehen, anstelle von Alicia Silverstone tritt Rachel Blanchard in der Hauptrolle auf.
Im Jahr 2023 strahlte das japanische Internetunternehmen Rakuten in der Halbzeitpause des Super Bowl LVII einen TV-Werbespot aus, in dem die Klassenraum-Szene mit den Protagonisten 28 Jahre später nachgestellt wurde.

## Auszeichnungen
- Jahr – Ergebnis – Preis Kategorie
- 1995 – Gewonnen – National Society of Film Critics Award (Bestes Drehbuch)
- 1996 – Gewonnen – MTV Movie Award (Beste weibliche Performance: Alicia Silverstone)
- 1996 – Gewonnen – MTV Movie Award (Angenehmste weibliche Schauspielerin: Alicia Silverstone)
- 1996 – Nominiert – MTV Movie Award Bester Film
- 1996 – Nominiert – Writers Guild of America (Bestes Drehbuch: Amy Heckerling)

## Trivia
Das Musikvideo zum Lied Fancy von Iggy Azalea und Charli XCX ist eine Hommage an den Film.